# Hesiquio de Antioquía
Hesiquio (Antioquía, ca. 303), también conocido como Hesiquio Palatino, fue un mártir de las comunidades cristianas de Antioquía de Siria (hoy parte de Turquía), soldado romano y funcionario de Palacio, en tiempos de Dioclesiano. Hesiquio, por orden de un decreto del emperador contra los cristianos, fue obligado a sacrificar a los ídolos. Al refutar dicho acto, fue arrojado al río Orontes con la mano derecha atada a una piedra pesada para que se hundiera en las profundidades y se ahogara.
Es venerado como santo por las iglesias cristianas tradicionales que admiten el culto de los santos. El Martirologio romano señala su memoria para el día 29 de mayo.